# Iguana-cubana
A Iguana-cubana (Cyclura nubila) é uma espécie de lagarto do gênero Cyclura que vive na ilha de Cuba.